# باشگاه فوتبال هامارکامراتن
باشگاه فوتبال هامارکامراتن یک باشگاه حرفه‌ای که در لیگ برتر فوتبال نروژ است و در شهر هامار در کشور نروژ حضور دارد. این باشگاه در سال ۱۹۱۸ بنا نهاده شده‌است.

## افتخارات
لیگ دسته اول فوتبال نروژ
- ۲۰۰۱, ۲۰۰۳